# V6 (tuggummi)
V6 är ett varumärke för tuggummin som finns på apotek och i dagligvarubutiker.
V6 skapades 1964 av den svenska apotekaren Jurgensen. Tuggummit vidareutvecklades senare, och det tillkom fler smaker. Det innehåller sötningsmedel istället för socker och många av produkterna har mentol- eller mintsmak.
Varumärket V6 ingick i det internationella livsmedelsföretaget Mondelez produktportfölj. V6 övertogs 2010 från konfekt- och dryckföretaget Cadbury Schweppes, i samband med att företaget såldes till Kraft Foods (sedan 2012 känt under namnet Mondelez).
År 2022 sålde Mondelez flera tuggummivarumärken, däribland V6, till italiensk-tyska Perfetti van Melle.